# Grecja na Halowych Mistrzostwach Świata w Lekkoatletyce 2010
Reprezentacja Grecji na halowe mistrzostwa świata 2010 liczyła 7 zawodników.

## Mężczyźni
- Bieg na 60 m
  - Angelos Angelakis

- Skok o tyczce
  - Costas Filippidis

- Trójskok
  - Dimitrios Tsiamis

- Pchnięcie kulą
  - Michalis Stamatoyiannis

## Kobiety
- Skok o tyczce
  - Nikoléta Kiriakopoúlou
  - Afrodíti Skafída

- Trójskok
  - Athanasía Pérra